# Elecciones presidenciales de Ecuador de 1892
Las elecciones presidenciales de Ecuador de 1892 fue el proceso electoral el cual tuvo por objetivo la elección de un nuevo Presidente Constitucional de la República del Ecuador.

## Antecedentes
Fueron convocadas las elecciones por parte del presidente Antonio Flores Jijón para escoger a su sucesor presidencial, bajo la Constitución de 1884.

## Desarrollo
Los candidatos para estas elecciones fueron Luis Cordero Crespo por el partido oficialista progresista y Camilo Ponce Ortiz por los conservadores. Francisco Javier Salazar había sido designado como el candidato liberal, pero falleció repentinamente durante la campaña electoral, por lo que los liberales optaron por aliarse a Ponce.
Luis Cordero Crespo triunfó con 36.557  votos, seguido de Camilo Ponce Ortiz, habiendo vencido a su adversario con más de 10.000 votos, ya que éste obtuvo 26.321 votos.
Cordero asumió el cargo de Presidente Constitucional de la República el 1 de julio de 1882.

## Candidatos y Resultados
| Partido                               | Partido                               | Candidato           | Cargos importantes                               | Votos  | %     |
| ------------------------------------- | ------------------------------------- | ------------------- | ------------------------------------------------ | ------ | ----- |
| Partido Progresista-Unión Republicana | Partido Progresista-Unión Republicana | Luis Cordero Crespo | Presidente de la Cámara del Senado (1885)        | 36.557 | 58.1% |
|                                       | Partido Conservador Ecuatoriano       | Camilo Ponce Ortiz  | Presidente de la Cámara del Senado (1887 - 1888) | 26.321 | 41.8% |

Fuente: